# Sandy Lake Airport
Sandy Lake Airport är en flygplats i Kanada.   Den ligger i provinsen Ontario, i den sydöstra delen av landet, 1 500 km nordväst om huvudstaden Ottawa. Sandy Lake Airport ligger 286 meter över havet. Den ligger vid sjön Sandy Lake.
Terrängen runt Sandy Lake Airport är platt. Trakten runt Sandy Lake Airport är nära nog obefolkad, med mindre än två invånare per kvadratkilometer..
I omgivningarna runt Sandy Lake Airport växer i huvudsak blandskog.